# Leo Russo
Leonardo Bernardes Russo, mais conhecido como Leo Russo (Rio de Janeiro, 14 de julho de 1989) é um cantor e compositor brasileiro. É afilhado da cantora Beth Carvalho e do produtor musical Rildo Hora. Aos 11 anos, Leo ganhou seu cavaquinho, e foi nesta época que começou a frequentar as rodas de samba da cidade. E foi neste ambiente que teve seus primeiros contatos com alguns de seus ídolos.
O cantor foi revelado em 2011, quando venceu o importante concurso de novos talentos promovido pelo Bar Carioca da Gema, tradicional reduto do samba e da boemia na Lapa, Centro do Rio de Janeiro. Desde então, passou a ter seu talento reconhecido por grandes nomes da música, como Chico Buarque, Zeca Pagodinho e a madrinha Beth Carvalho.
Em 2013, lançou seu primeiro disco de carreira "Leo Russo". O disco conta com a produção musical do Maestro Rildo Hora e as participações da Beth Carvalho, Diogo Nogueira, Dudu Nobre, Velha Guarda da Portela, e do ex-jogador Júnior com sua participação no Pandeiro. O clipe da faixa "Meu Defeito" traz Zeca Pagodinho, sambista que Leo conheceu quando ainda era criança.
O seu segundo disco, "Canto do Leo", tem produção e arranjos a cargo do maestro Cristóvão Bastos. Neste trabalho, Leo expõe seu fascínio pelo samba-canção, mesclando temas autorais a outros de grandes representantes do gênero, como Evaldo Gouvêa, por quem foi presenteado com duas faixas inéditas. Com esse disco, concorreu ao Prêmio da Música Brasileira na categoria Melhor Cantor, disputando com o Rei Roberto Carlos. 
Em 2018, o sambista criou a roda de samba "Samba do Leo Russo e convidados", que virou sucesso no Rio de Janeiro, recebendo grandes nomes do samba.
O cantor que também é formado em comunicação, apresentou o programa "Samba que é gol" que passou na televisão e está no youtube, que tem como conteúdo bate-papos sobre música e futebol, com nomes como Zico, Júnior, Gérson, Bebeto, Túlio Maravilha, Jairzinho, Roberto Dinamite, dentre outros.
Leo é um compositor inspirado e possui centenas de músicas, tendo como parceiros Raimundo Fagner, Xande de Pilares, Mestre Monarco, Moacyr Luz, Noca da Portela, Carlinhos Vergueiro, Rildo Hora, Gisa Nogueira, Alceu Maia, Délcio Luiz, dentre outros nomes. 
Em 2024, o cantor e compositor Leo Russo está comemorando 15 anos de carreira em um momento mais do que especial: álbum novo, show novo e a espera do primeiro filho com a esposa Isabella. Chega nas plataformas digitais o seu terceiro álbum “A Gente Merece”, título de uma das faixas, com om participações especiais de Raimundo Fagner, Xande de Pilares, Moacyr Luz, Toninho Geraes e Mauro Diniz. A direção musical ficou a cargo de Alessandro Cardozo, que também assina a direção do show de lançamento no Teatro Rival Petrobras.

## Prêmios
- 2011: Vencedor do concurso novos talentos do carioca da gema da lapa .
- 2014: O artista faro rádio MPB FM do mês de fevereiro .
- 2018:  Indicado ao Prêmio da Música Brasileira na Categoria “Melhor Cantor” .

## Discografia
- CD - Leo Russo (2013) - Com participações especiais de Beth Carvalho, Diogo Nogueira, Dudu Nobre e Velha Guarda da Portela
- CD - Canto do Leo (2017) - Indicado ao Prêmio da Música Brasileira na categoria de melhor cantor em 2018.
- Single - "Reage meu Botafogo" (2015)
- EP - Olhos Teus (2015)
- Single - "Música de Velho" (2018)
- Single - "Cansei, eu quero alegria" (2019)
- Single - "Cosme e Damião" Feat. Xande de Pilares (2019)
- Single - "Garota da Barra" (2019)
- Single - "Pede pra São Jorge" (2020)
- Single - "Quando isso tudo passar" (2020)
- Single - "Temporal" (2021)
- Single - "Botafogo, Amor" (2021)
- Single - "Eu sou assim" (2022)
- Álbum - A gente merece (2024) - Com participações especiais de Raimundo Fagner, Xande de Pilares, Moacyr Luz, Toninho Geraes e Mauro Diniz